# Gamma Velorum
| γ Velorum | γ Velorum                      |
| --- | ------------------------------ |
| |                                |
| Position |                                |
| Beobachtungsdaten Äquinoktium: J2000.0, Epoche: J2000.0 |                                |
| Sternbild | Vela                           |
| Rektaszension | 08h 09,5m                      |
| Deklination | −47° 20′ 0″                    |
| Helligkeit | gesamt: ca. 1,8 mag B: 4,2 mag |
| Spektralklasse | A: WC8 + O P: K4 V B: B1 IV    |
| Physikalische Daten |                                |
| Entfernung | ca. 1000 Lichtjahre            |
| Katalogbezeichnungen |                                |
| γ Velorum: Δ65 • WDS 08095-4720 γ1 Vel / γ Vel B: CD −46° 3846 • HR 3206 • HD 68243 • HIP 39953 • TYC 8140-6534-1 • SAO 219501 γ2 Vel / γ Vel A: CD −46° 3847 • CD −46° 3840 • HR 3207 • HD 68273 • TYC 8140-6533-1 • SAO 219504 |                                |

γ Velorum (Gamma Velorum, kurz γ Vel) ist ein Sternsystem im Sternbild Vela. Es ist ca. 1000 Lichtjahre entfernt. Dieses junge System wird mit der Vela-OB2-Assoziation und dem Gum-Nebel in Verbindung gebracht. Ein historischer Eigenname ist Suhail bzw. eigentlich Suhail al-Muhlif (von arabisch سهيل المحلف, DMG Suhail al-muḥlif).
Bereits im Feldstecher lässt sich der Stern in die Komponenten γ1 Velorum (auch γ Velorum B) und γ2 Velorum (auch γ Velorum A) trennen. Sie haben Winkelabstand von 41″,2 und liegen bei einem Positionswinkel von 220°.
Die Komponente A, γ2 Velorum, ist ein massereiches spektroskopisches Doppelsternsystem (double-lined) mit einer Umlaufperiode von 78,5 Tagen und besteht aus einem blauen Überriesen und einem Wolf-Rayet-Stern. Eine weitere Komponente mit der Bezeichnung P wurde durch Beobachtungen im Infraroten mittels adaptiver Optik in einem Abstand von 4″,7 bei einem Positionswinkel von 13° entdeckt. Sie ist wahrscheinlich ein physischer Begleiter und ihre Daten passen zu einem K4-Stern leicht oberhalb der Hauptreihe.
Die Komponente B, γ1 Velorum, wurde mit B1 IV klassifiziert und hat eine Helligkeit von 4,2 mag. Sie wurde mittels Speckle-Interferometrie am Kitt Peak und Cerro Tololo aufgelöst als Doppelstern mit den Komponenten Ba und Bb.

## Trivia
Der gelegentlich anzutreffende Name Regor für diesen Stern ist modernen Ursprungs und geht auf einen Scherz des Apollo-Astronauten Virgil „Gus“ Grissom zurück, der die Namen der Apollo-1-Mannschaft als „Navi“ (für Virgil Ivan Grissom), „Dnoces“ (für Edward H. White the second) und „Regor“ (für Roger Chaffee) auf eine Liste von Navigationssternen schmuggelte.